# Comitato rivoluzionario provvisorio polacco
Il Comitato rivoluzionario provvisorio polacco (in polacco: Polrevkom; in russo Польревком?, Pol'revkom) fu un comitato rivoluzionario creato con l'appoggio della Russia sovietica dal luglio all'agosto del 1920 con lo scopo di stabilire una  repubblica socialista sovietica polacca.
Il Polrevkom fu creato il 23 luglio 1920 Mosca dall'ufficio polacco dei bolscevichi. La decisione fu presa durante gli iniziali successi dell'Armata Rossa durante la guerra polacco-sovietica, per garantire un'amministrazione delle terre polacche. Il Comitato fu dichiarato  provvisorio perché si pensò che dopo una vittoria sovietica il potere avrebbe potuto essere trasferito al Partito comunista dei lavoratori polacchi.
Il Polrevkom si riunì il 24 luglio a Smolensk, con quartier generale su un treno blindato, che procedeva rapidamente verso Minsk (25 luglio), Vilnius (27 luglio) e arrivò a Białystok il 30 luglio 1920. Qui si stabilì il quartier generale permanente e si autoproclamò ufficialmente. Il comitato constava di quattro membri:
- Julian Baltazar Marchlewski (deputato)
- Feliks Dzierzynski (de-facto leader)
- Feliks Kon
- Edward Próchniak (segretario)
- Józef Unszlicht

Il 22 agosto 1920, il Polrevkom si trasferì da Białystok a Minsk, a seguito della sconfitta dell'Armata Rossa, e si sciolse subito dopo.